# ABC Air Hungary
ABC Air Hungary — чартерная авиакомпания, базирующаяся в Будапеште, Венгрия. На июнь 2010 авиакомпания располагает четырьмя самолётами Let L-410 Turbolet.